# Латинський монетний союз
Латинський монетний союз (фр. L’Union monétaire latine, англ. The Latin Monetary Union (LMU)) був засновано 23 грудня 1865 року з ціллю уніфікації декількох європейських валют в єдину валюту, яка була б використана у всіх країнах-учасниках. Союз фактично розпався з початком Першої світової війни, офіційно був розпущений 1 січня 1927 року.
На початку другої половини XIX ст. кілька європейських країн (Франція, Бельгія, Італія та Швейцарія) вдалися до спроби зберегти біметалізм, уклавши на конференції 1865 р. міжнародну угоду — так званий Латинський монетний союз. Це була перша спроба міждержавного регулювання грошових систем. На території країн Латинського монетного союзу зберігалося вільне карбування монет із золота та срібла при підтриманні твердого співвідношення між золотими та срібними монетами (1:15,5), однаковий металевий вміст (вага та проба) грошових одиниць, вільний обіг монет одних країн-членів на територіях інших. Такий блок мав зміцнити позиції країн-членів відносно інших європейських країн, передусім Сполученого Королівства Великої Британії та Ірландії та Німеччини. Але цей союз проіснував недовго. Знецінення срібла наприкінці XIX ст. через здешевлення його виробництва призвело до того, що фактичне ринкове співвідношення золотих та срібних монет становило від 1:20 до 1:22. Як наслідок, недооцінені за законом золоті монети почали вилучатись з обігу і переміщатись у скарби. У 1878 р. вільне карбування срібла у країнах союзу було заборонено і всі ці країни перейшли до золотого монометалізму.

## Монети
| Георг I (король Греції) 5 драхм 1876 | Георг I (король Греції) 5 драхм 1876 | Леопольд II (король Бельгії) 5 франків 1868   | Леопольд II (король Бельгії) 5 франків 1868   |
|                                      |                                      |                                               |                                               |
| Наполеон III Бонапарт 5 франків 1868 | Наполеон III Бонапарт 5 франків 1868 | Віктор Емануїл II 5 лір 1874                  | Віктор Емануїл II 5 лір 1874                  |
|                                      |                                      |                                               |                                               |
| Альфонсо XII 5 іспанських песет 1885 | Альфонсо XII 5 іспанських песет 1885 | Сімон Болівар 5 венесуельських боліварів 1912 | Сімон Болівар 5 венесуельських боліварів 1912 |
|                                      |                                      |                                               |                                               |

Золоті монети країн-участниць
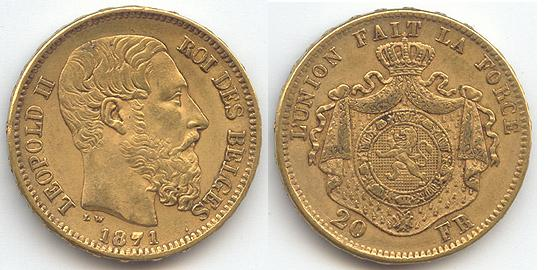
Бельгія, 20 франків
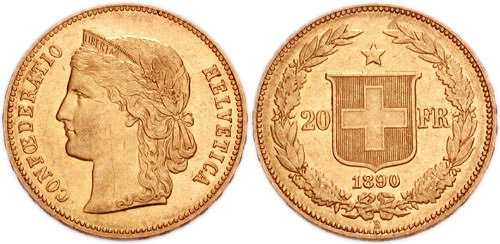
Швейцарія, 20 франків
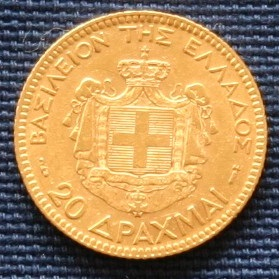
Греція 1884, 20 драхм
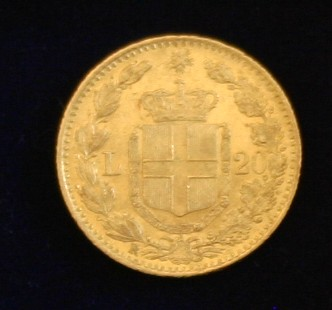
Італія 1882, 20 лір
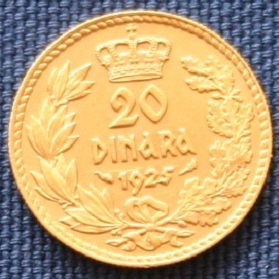
Королівство Югославія 1925, 20 динарів
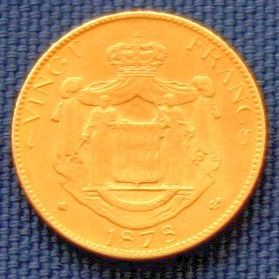
Монако 1879, 20 франків
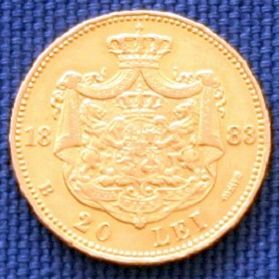
Румунія 1883, 20 леїв
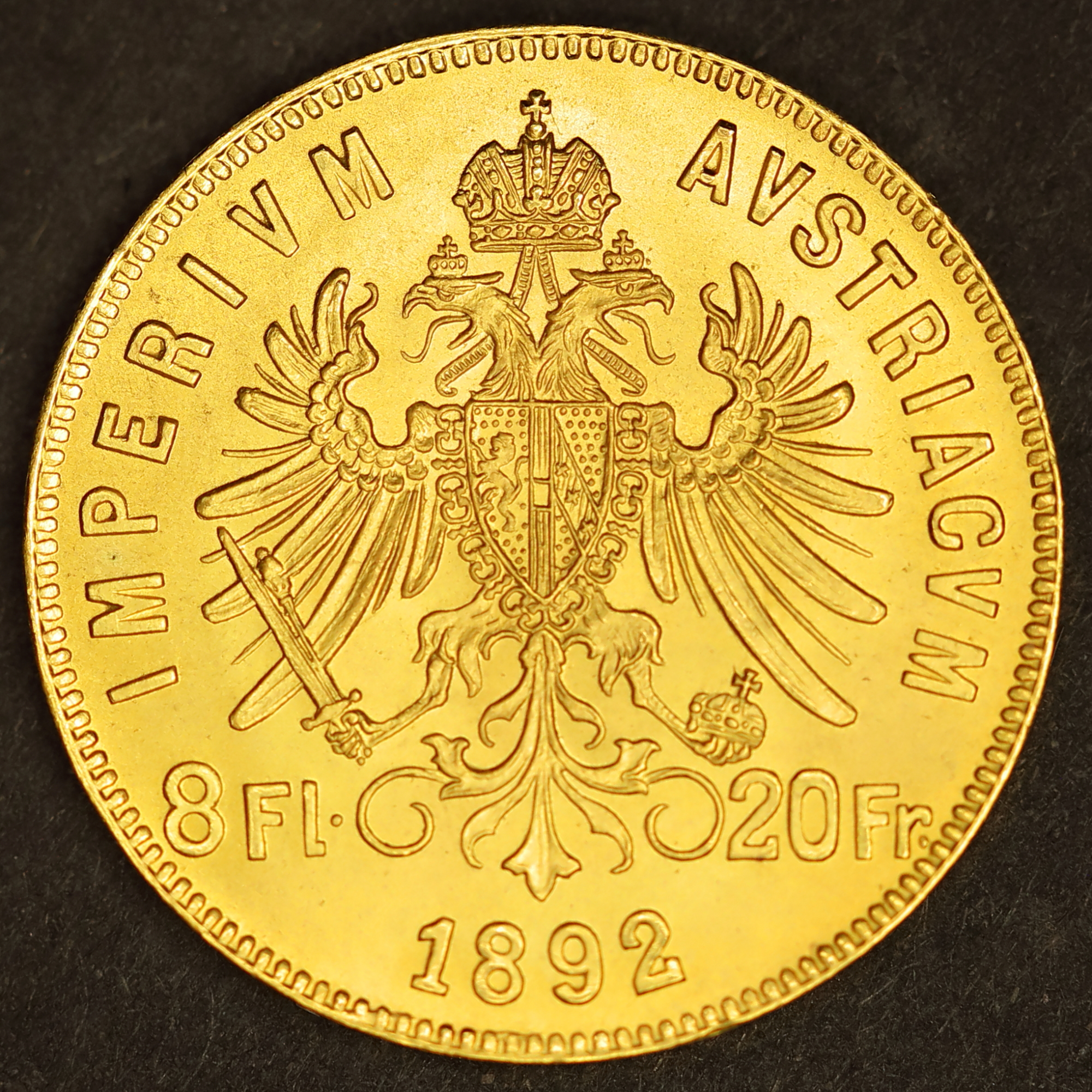
Австро-Угорщина 1892, 20 франків (= 8 гульденів/флоринів)
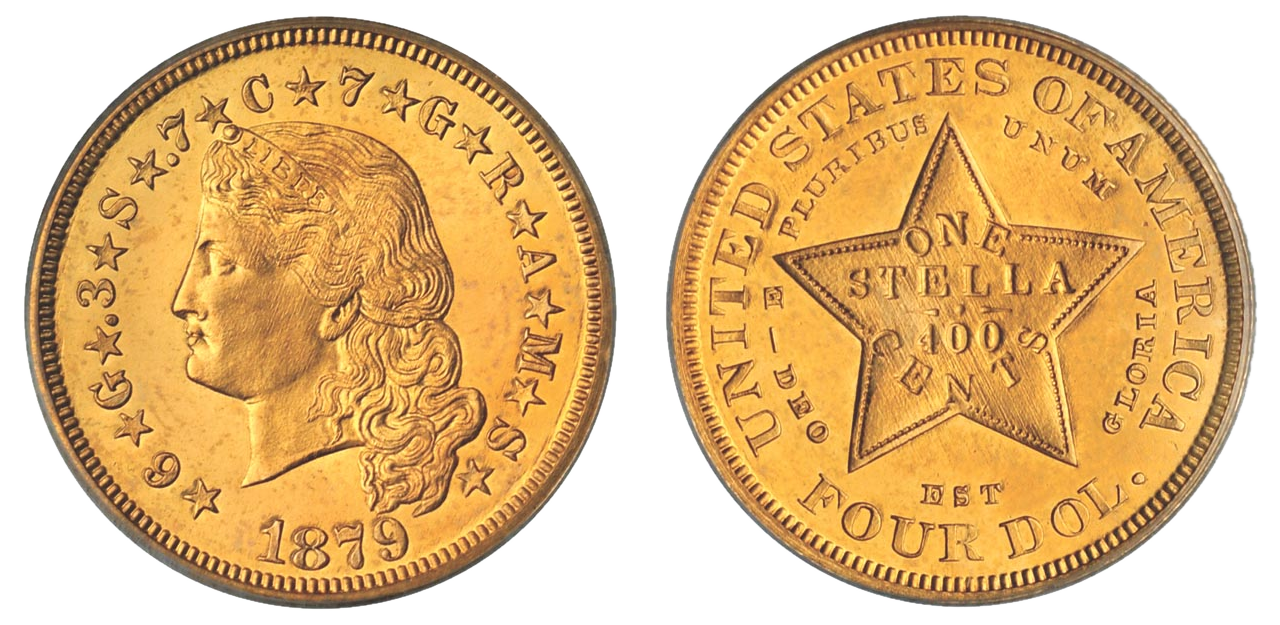
Пробна золота монета США, 1 стелла (зірка) = 4 долари США (20 франків) (1879-1880)